# Älvmötet

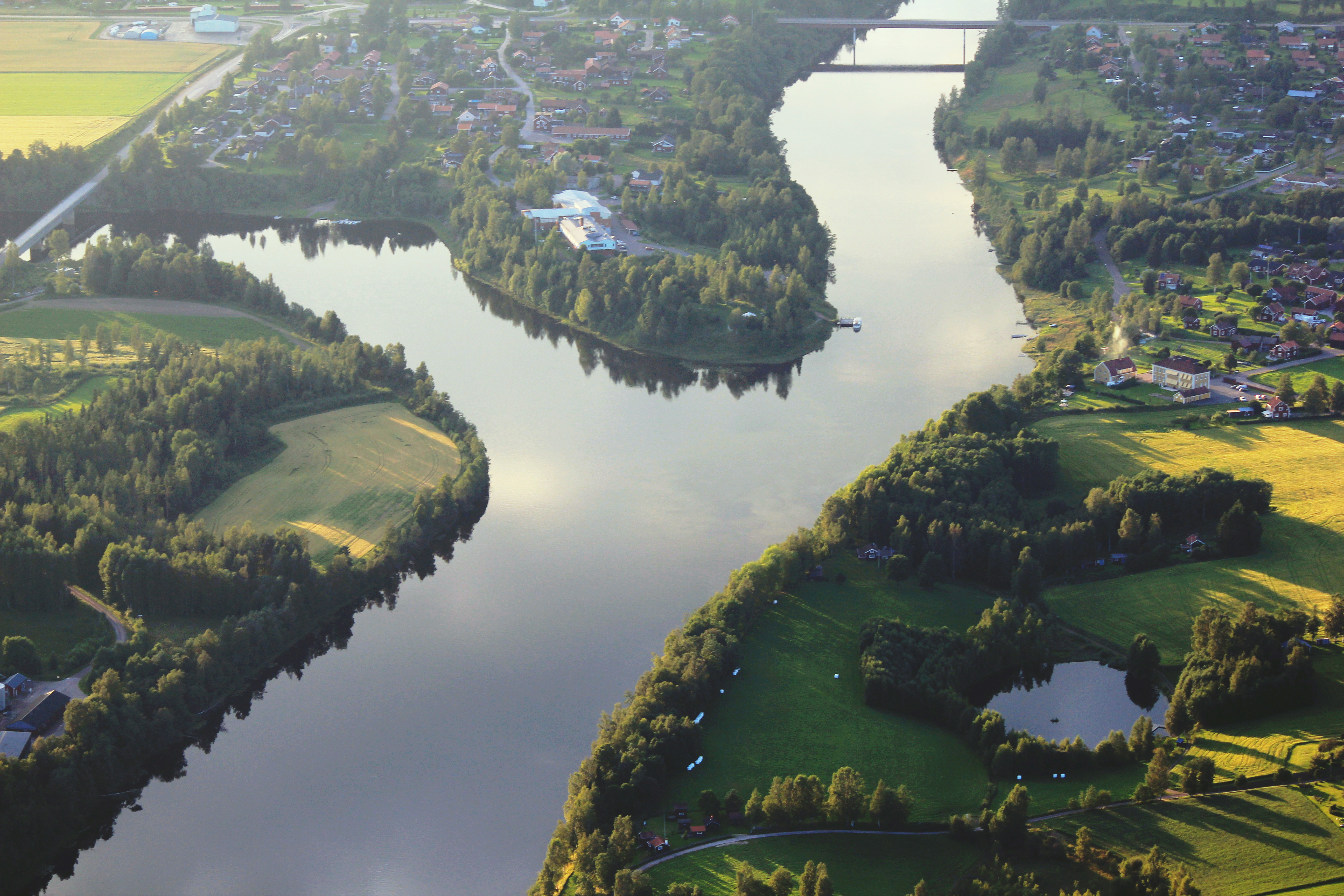
Älvmötet med Älvudden i mitten, 2012.

Älvmötet kallas platsen där Österdalälven och Västerdalälven ”möts” och förenar sig till Dalälven. Platsen ligger vid Färjudden i tätorten Djurås i Gagnefs kommun, Dalarnas län.

## Beskrivning
Platsen där älvarna möts kallas även Älvarnas Förening eller Älvudden. Här bildar de tre älvarana formen av bokstaven ”Y” som inspirerade till kommunens vapen. Motivet återkommer även som skulptur vid Djurås Torg. Mitt i älvarnas mötespunkt ligger en udde med utsiktsplats och danspaviljong samt bänkar. Under sommartid ordnas musikstunder.

## Panorama

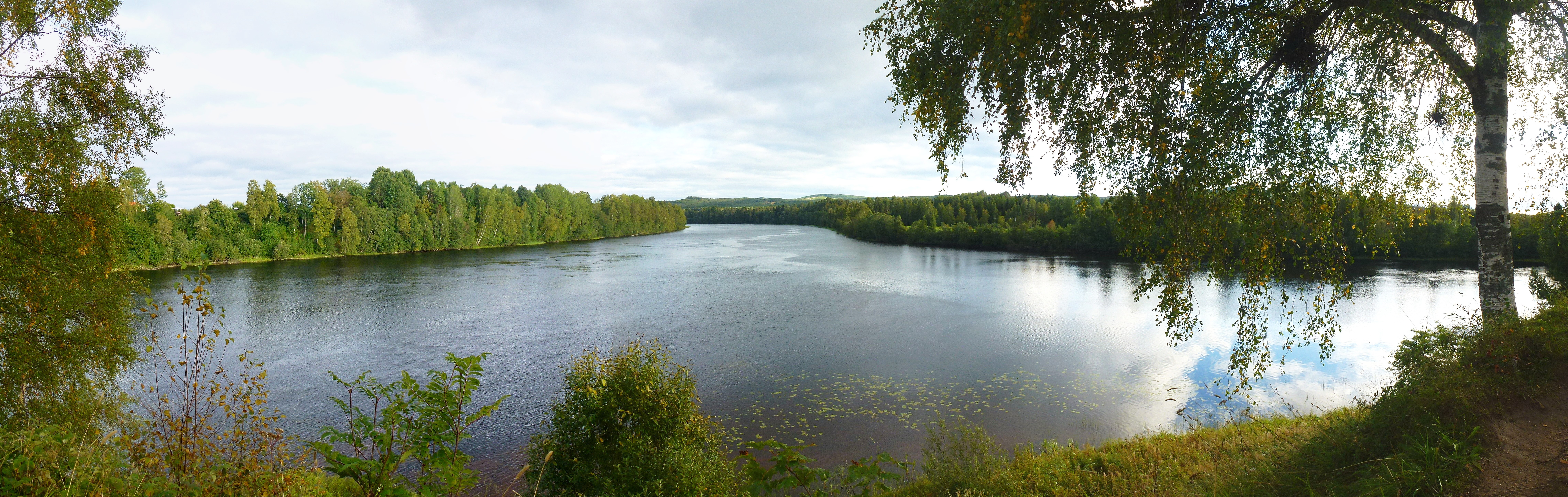
Älvmötet sett från Älvudden mot sydost. Österdalälven kommer från vänster och Västerdalälven från höger. I mitten syns Dalälven.